# معاملة المثليين في كندا
تعتبر حقوق المثليين والمثليات ومزدوجي التوجه الجنسي والمتحولين جنسياً (اختصاراً: LGBT) في كندا من بين الأكثر تطورا في الأمريكتين وفي العالم. أصبح النشاط الجنسي المثلي قانونيا في كندا منذ 27 يونيو 1969، عندما دخل قانون تعديل القانون الجنائي (المعروف أيضًا باسم مشروع القانون C-150) حيز التنفيذ بعد الموافقة الملكية.
وكثيرا ما يشار كندا واحدة من أكثر البلدان الصديقة للمثليين في العالم، مع شمول أكبر مدنها للمناطق والمجتمعات المحلية المثلية الخاصة بها، واختيارها من بين أكثر المدن الصديقة للمثليين في العالم، كحي الكنيسة و ويلسلي في تورونتو، وقرية المثليين التابعة للحي التجاري في مونتريال، قرية ديفي في فانكوفر وقرية المثليين في شارع بانك في أوتاوا. منذ عام 1982، كفل دستور كندا حقوق الإنسان الأساسية لمجتمع المثليين. الميثاق الكندي للحقوق والحريات، الذي ينطبق على جميع الصكوك القانونية، «يجب تفسيره بطريقة تتمشى مع الحفاظ على التراث متعدد الثقافات للكنديين وتعزيزه». في كل صيف، يحتفل مجتمع المثليين في كندا بمسيرات فخر المثليين في جميع المدن الكبرى، مع مشاركة العديد من الشخصيات السياسية من المستويات الفيدرالية والمحلية والبلدية.
أظهر استطلاع عالمي أجري مارس 2013 أن 80% من عموم السكان في كندا (87% من الكنديين الذين تتراوح أعمارهم بين 18 و 29) فضلت القبول الاجتماعي للمثلية الجنسية، وهو ما يمثل زيادة بنسبة 10% في الرأي العام، في غضون ست سنوات. بعد ذلك، أظهرت استطلاعات الرأي التي أجريت في يونيو 2013 زيادة في وجهة نظر السكان الكنديين، حيث تدعم الغالبية العظمى من الكنديين زواج المثليين، وهو أمر قانوني منذ عام 2005. تُظهر استطلاعات الرأي أيضًا أن 70% من سكان كندا يوافقون على أنه يجب على «الأزواج المثليين أن يتمتعوا بنفس الحقوق في تبني الأطفال كما يسمح بذلك للأزواج المغايرين»، ويوافق 76% على أنه «من المرجح أن الأزواج المثليين يستطيعون كالآباء الآخرين تربية الأطفال بنجاح».

## تاريخ
لقد تم تسجيل وتوثيق الأشخاص المتحولين جنسياً وممارسات شهوة ارتداء الملابس المغايرة في كندا لعدة قرون. كان للمجموعات الأصلية المختلفة تقاليدها وشروطها الخاصة للإشارة إلى الأشخاص المتحولين جنسياً أو التنوع الجنسي أو الهوية الجندرية. يشير مصطلح قبائل الكري "apêw iskwêwisêhot" إلى الأشخاص الذين ولدوا كذكور عند الولادة ولكنهم يتصرفون، ويرتدون ملابس كالإناث، في حين أن المصطلح "iskwêw ka napêwayat" له معنى معاكس، والذي يشير الأشخاص الذين ولدوا كإناث عند الولادة ولكنهم يتصرفون، ويرتدون ملابس كالذكور. وبالمثل، يصف مصطلح قبائل «كوتيناي» "titqattek" النساء اللائي اضطلعن بأدوار توصف تقليديًا بأنعا خاصة بالذكور، بما في ذلك الصيد والحرب. ويصف مصطلح قبائل «البلاكفوت» "aakíí'skassi" الرجال الذين يرتدون ملابس النساء ويؤدون عادة الجوقات والأنشطة المرتبطة بالنساء، مثل نسج السلال وصناعة الفخار. تعترف العديد من المجموعات الأصلية غيرها بمصطلحات متشابهة: لقبائل الإنويت sipiniq" (ᓯᐱᓂᖅ)"، وقبائل «أسينيبوين» "winktan"، وقبائل «تلينغيت» "gatxan"، وقبائل «تسيمشيان» "kanâ'ts". وكان المستعمرون الأوروبيون يصفون هؤلاء الأفراد ك«مثليين جنسيا»، «مركب مثير من رجل وامرأة» أو «بيرداك» (بالإنجليزية: berdache)‏، والتي تعني «الداعر» أو عاهر الذكور. يعتبر المصطلح الآن مسيئًا وعفا عليه الزمن. بعد الاستعمار وانتشار المسيحية من قبل المبشرين الدينيين، بدأت العديد من هذه التقاليد في الموت. في أوائل التسعينيات، سعت مجموعات السكان الأصليين إلى استعادة الكثير من عاداتهم وتقاليدهم. اقترحت مجموعات السكان الأصليين من مجتمع المثليين مصطلح «ذو الروحين» للإشارة إلى «الجنس الثالث» التقليدي والثقافي. في الأزمنة الحديثة، تستخدم مجموعات الأمم الأولى الكندية بشكل متكرر «ذو الروحين» للإشارة إلى الأشخاص الذين يجسدون هذه السمات الجندرية، وتستخدم أحيانًا للإشارة إلى مجتمع المثليين الأصليين بأكمله. على هذا النحو، يتم استخدام المصطلحات "LGBT2S" أو "LGBTQ2S" بشكل متزايد، حيث يشير 2S إلى الأشخاص ذوي الروحين. كما توجد سجلات للمثلية الجنسية والعلاقات المثلية، لا سيما بين قبائل الميغماك.
كان النشاط الجنسي المثلي جريمةً كبرى ترتب عليها الإعدام خلال الحقبة الاستعمارية البريطانية لأمريكا الشمالية. ولكن لا يوجد سجلات تاريخية ناجية توثق وقوع أي إعدامات حيث كان الساسة يعزفون عن تطبيق هذا القانون. وألغيت عقوبة الإعدام في نهاية المطاف، وبدأ خلال أواخر القرن التاسع عشر العمل على تطبيق قانون أشمل تضمن ما أطلق عليه «الأعمال غير الائقة بين الرجال». وغالباً ما اعتبر هذا القانون الرجال المثليين من فئة مرتكبي الجرائم الجنسية خلال الفترة الممتدة من مطلع القرن العشرين حتى أواسط ذاك القرن، واستمر الأمر على هذا المنوال حتى قضية إفيريت جورج كليبرت الشهيرة الذي اعترف فيها الأخير بممارسة الجنس مع عدة رجال وكانت هذه آخر قضية لشخص يُعتقل بتهمة الأعمال غير اللائقة مع الرجال في التاريخ الكندي، حين حكم عليه بالسجن المؤبد.
واسقطت صفة التجريم عن النشاط الجنسي المثلي بعد مضي فترة وجيزة على هذه القضية عام 1969 نتيجة تشريع قدمه وزير العدل والمدعي العام الكندي حينها بيير ترودو (الذي أصبح رئيس الوزراء الخامس عشر فيما بعد) عام 1967 حيث اشتهر ترودو بمقولته الشهيرة التي رفض فيها تدخل الدولة في العلاقات الجنسية القائمة بالتراضي بين الأفراد قائلاً: «لا مكان للدولة في غرف نوم الشعب».
على الرغم من أن الشركاء المثليين بدأوا يمنحون شراكات منزلية مماثلة للأزواج المغايرين، إلا أنه قد تم تشريع زواج المثليين بالفعل في 8 من 10 مقاطعات و1 من 3 أقاليم بداية من عام 2003. وفي 20 يوليو 2005، أصبحت كندا أول بلد خارج أوروبا والرابع في العالم يشرع زواج المثليين على الصعيد الوطني بعد سن قانون الزواج المدني. يعتبر تبني المثليين للأطفال قانونيا في جميع المقاطعات والأقاليم بموجب قواعد مختلفة. يُحظر التمييز على أساس التوجه الجنسي والهوية الجندرية أو التعبير عنها في التوظيف والإسكان والمساكن العامة والخاصة على الصعيد الوطني. يُسمح للأشخاص المتحولين جنسياً بتغيير جنسهم القانوني في جميع المقاطعات والأقاليم بموجب قواعد مختلفة. وبموجب المادة 159 من القانون الجنائي الكندي، فإن سن القانونية لممارسة الجنس الشرجي غير متكافئ حاليا في 18 لكل من العلاقات الجنسية المثلية أو العلاقات الجنسية المغايرة، في حين أن الجنس الفموي والجنس المهبلي لا يزال على سن 16، والتي تعتبر تمييزية بالنسبة للعديد من الشخصيات السياسية والمنشورات والمحاكم الإقليمية والاتحادية المحاكم. في 15 نوفمبر 2016، قدمت وزير العدل، جودي ويلسون-رايبولد، مشروع قانون لإلغاء المادة 159 من القانون الجنائي.

## إطار العمل الدستوري

### آلية التطبيق
يكفل ويحمي القانون الكندي حقوق المثليات والمثليين ومزدوجي التوجه الجنسي والمتحولين جنسياً كغيرهم من باقي الكنديين نتيجة عدة قرارات صدرت عملاً بالفقرة الخامسة عشر من الميثاق الكندي للحقوق والحريات التي أضيفت إلى الدستور الكندي عام 1982، ودخلت الفقرة الخامسة عشر حيز التنفيذ عام 1985.
مولت الحكومة الاتحادية بعض هذه القضايا كجزء من برنامج التحديات المحكمية حيث توسع الإطار الشامل للبرنامج عام 1985، بهدف العمل على تمويل قضايا تجريبية تتحدى التشريع الاتحادي بما يرتبط بموضوع حقوق المساواة التي يكفلها الميثاق. كما جرى تمويل بعض القضايا لتحدي مجموعة من قوانين المقاطعات المحلية من قبل مجموعة من البرامج ولكن اختلف توفرها من مقاطعة لأخرى إلى حدٍ كبير.
في عام 2008، في إطار مبادئها الدستورية، كانت كندا جزءًا من البيان المشترك بشأن حقوق الإنسان والتوجه الجنسي والهوية الجندرية الذي تم التصويت عليه في الجمعية العامة للأمم المتحدة، نيابة عن 66 دولة. فيما يلي نص المادة 6:
ندين انتهاكات حقوق الإنسان القائمة على التوجه الجنسي أو الهوية الجندرية أينما تحدث، ولا سيما استخدام عقوبة الإعدام على هذا الأساس أو الإعدام خارج نطاق القضاء أو بإجراءات موجزة أو الإعدام التعسفي، وممارسة التعذيب وغيره من ضروب المعاملة أو العقوبة القاسية أو اللاإنسانية أو المهينة والاعتقال أو الاحتجاز التعسفي والحرمان من الحقوق الاقتصادية والاجتماعية والثقافية، بما في ذلك الحق في الصحة.
بعد ذلك، في عام 2011، كانت كندا أيضًا جزءًا من بيان مشترك قُدم إلى مجلس الأمم المتحدة لحقوق الإنسان، نيابة عن 85 دولة، لـ «إنهاء أعمال العنف وانتهاكات حقوق الإنسان ذات الصلة القائمة على التوجه الجنسي والهوية الجندرية». واستذكر البيان المشترك لعام 2008. تنص المادة 9:
نحن نعترف بمسؤوليتنا الأوسع نطاقًا في وضع حد لانتهاكات حقوق الإنسان ضد جميع المهمشين وننتهز هذه الفرصة لتجديد التزامنا بالتصدي للتمييز بجميع أشكاله.

### حقوق المساواة القانونية
لا يمنح ولا ينكر دستور كندا أي حقوق للأقليات الجنسية بصورة صريحة وتحظر المادة 15 من ميثاق الحقوق والحريات الأنواع الرئيسية من التمييز التي قد يقع فيها الكنديين من المثليات والمثليين ومزدوجي التوجه الجنسي والمتحولين جنسياً. وينص البند الأول من المادة 15 على الآتي:
«كل فرد متساوي وله الحق بموجب القانون للحماية المتساوية والاستفادة المتساوية من القانون دون التمييز ولا سيما دون التمييز القائم على أساس العرق أو الأصل القومي أو الإثني أو اللون أو الديانة أو الجنس أو العمر أو الإعاقة العقلية أو الجسدية».
وضِعت الفقرة 15 بغية حماية الأفراد من التعرض للتمييز بصورة عامة على الأسس «المعدودة» من التمييز المحظور (مثل العرق أو الجنس... إلخ) حيث تعد هذه الأسس أمثلة على أشكال التمييز وليست مجموعة منحصرة شاملة؛ فقد اعترفت المحكمة العليا الكندية عام 1995 في حكم تاريخي بقضية «إيغان ضد كندا» يتضمن التمييز على أساس التوجه الجنسي في المادة 15 بصورة غير صريحة حيث يعتبر «أساساً مماثلاً»، وهو ما يعني حظر الدستور الكندي لممارسته بحق الأفراد كغيره من صور وأوجه التمييز الأخرى.
وقد فُسِر كل من أساسي الجنس والإعاقة الجسدية ليشملا التحول الجنسي باعتباره وضع طبي يحتاج العلاج والمصابين بفيروس العوز المناعي البشري/الإيدز.
تنطبق المادة 15 على جميع القوانين كما يجب على سلطات الأمن الالتزام بها وتطبيقها ويشمل هذا البرامج الحكومية المعرفة بهذا القانون وينطبق ذات الأمر على جميع حكومات كندا، ولكن يمنح الميثاق هذه الحقوق القانونية في القطاع الخاص. فعلى سبيل المثال حين تُقدم شكوى على مطعم لتمييزه بحق شريكين أو زوجين مثليين؛ فيجب أن ترفع بموجب قوانين مناهضة التمييز الاتحادية أو الخاصة بالمقاطعات وليس بموجب الميثاق. على الرغم من أنه في نهاية المطاف، كل الأحكام القضائية، بما في ذلك مراجعة المحاكم والأوامر، يجب أن يأتي مع الدستور الكندي، بما أن الميثاق جزء منه، فإنه بالتالي، يحل محل أي قانون يتعارض مع هذا الأخير.
عندما لا يوجد قانون معمول به ضد المضايقة، وعلاج التحويل، قد يجادل المرء بأن الحماية من مثل هذه السلوكيات قد ترسخت بالفعل كمسألة تتعلق بالأمن الشخصي، ضمن المادة 7 من الميثاق. والتي تنص على:
لكل شخص الحق في الحياة والحرية والأمان على شخصه والحق في عدم حرمانه من هذه الحقوق إلا وفقًا لمبادئ العدالة الأساسية.
في حكم صادر في عام 1988 في قضية «أر ضد مورغينتالر»، صوتت المحكمة العليا الكندية على أن القسم 7 هو ضمان ضد الأخطار التي تهدد الصحة. علاوة على ذلك، في عام 2000 في قضية «بلينكوي ضد كولومبيا البريطانية (لجنة حقوق الإنسان)»، أُعلن أن القسم 7 ينطبق أيضًا على حماية السلامة النفسية. يسري الميثاق على جميع الأمور التي تدخل في نطاق سلطة البرلمان، وأي هيئة تشريعية، ويلزم حكومة كندا، بما في ذلك السلطة التنفيذية، وحكومة كل مقاطعة وإقليم.

### الاستثناءات
يقع كامل الميثاق عموماً ضمن استثناء عام في المادة الأولى التي تسمح بـ«حدود منطقية يضعها القانون ضمن ما يمكن تبريره ثبوتاً في مجتمع حر وديمقراطي». تحدد المادة الأولى من الميثاق الكندي للحقوق والحريات تفسير المحكمة العليا الكندية لهذا الاستثناء القانوني. قد يعتبر هذا التحليل متضارباً مع ميثاق الحقوق الوطني. فعلى سبيل المثال قد يتم الحد من حق المساواة على أساس التوجه الجنسي بموجب المادة 15 باعتبار مبدأ الحرية الدينية الذي تنص عليه المادة الثانية والعكس صحيح. كما قد يحده حق المدارس والهيئات التعليمية الدينية بموجب ما تنص عليه المادة الثالثة والتسعون من الدستور.
وعلاوة على ذلك، تقع عدة بنود أخرى ومنها المادة 15 ضمن المادة 33 من ميثاق الحقوق والحريات مما يسمح لحكومات المقاطعات إعلان استثناء لقانون ما من الميثاق لمدة تصل إلى خمسة سنوات ويمكن تجديد هذه الاستثناءات لعدة مرات. عدلت مقاطعة ألبيرتا عام 2000 قانون الزواج الخاص بها لتُعرّف الزواج قانوناً بأنه عقد بين مرأة ورجل. وتضمن القانون بنداً مشابهاً للمادة ال33 ولكن مع ذلك بقي التعديل هذا لاغياً بسبب وقوع الصلاحية القانونية للزواج في الإطار القضائي الفيدرالي حصراً وفقاً لما حدده الدستور. ويمكن اللجوء إلى صياغة بند المادة ال33 فقط في حالات تحديد استثناءات معينة على الميثاق، ومن غير الممكن تغيير التقسيم الاتحادي للسلطات. وتنتهي حالات الاستثناء في أي قضية بعد مضي خمس سنوات.
لم يستخدم بند المادة ال33 أبداً من قبل الحكومة الفيدرالية حيث يعتقد عموماً أن السبب يكمن وراء هذا في ما قد يعنيه هذا من اعتراف سياسي حكومي محرج للحكومة بانتهاك قانون من القوانينن الكندية لحقوق الإنسان الأساسية. أعلن رئيس الوزراء السابق ستيفن هاربر قبيل تشكيل حزبه للحكومة بتاريخ 15 ديسمبر عام 2005 عن نية حكومته لإعادة رفع مسألة زواج المثليين إلى البرلمان دون الاستجابة إلى بند المادة ال33، ولكن صرح وزير العدل الكندي حينها فيك توز عن دعمه للجوء إلى بند المادة ال33 في بعض الحالات. ولكن لم تحاول الحكومة إعادة فتح ملف زواج المثليين رغم تصريحات ستيفن هاربر تلك. صوت أعضاء مجلس العموم الكندي ضد مذكرة طرحها المحافظون لإعادة فتح النقاش حيال التعريف القانوني للزواج يوم 7 ديسمبر عام 2006. ودعت هذه المذكرة الحكومة إلى طرح مشروع قانون يعيد التعريف التقليدي المحافظ للزواج دون التأثير على الاتحادات المدنية مع احترام حالات زواج المثليين التي كانت قد عقدت فيما مضى.
ومع ذلك، فإن المادة ال33 ليست بوابة لمجلس الوزراء، والمجلس التنفيذي، إلى بعض الاستخدامات غير العادلة أو الظالمة من السلطة السياسية. المادة 33 من الميثاق، مثل الميثاق بأكمله، تخضع أيضًا للمادة 1 من نفس المادة، وحيث إنها تنطبق فقط على الأقسام 2 و 7 إلى 15، فهي لا تتمتع بأي قوة أو تأثير، لأن البند الأول هو جوهر المادة التي تعتمد فقط على الإجراء العام لتعديل دستور كندا، من خلال القانون العام، والعدالة الطبيعية.
وعلاوة على ذلك، تقع عدة بنود أخرى ومنها المادة 15 ضمن المادة 33 من ميثاق الحقوق والحريات مما يسمح لحكومات المقاطعات إعلان استثناء لقانون ما من الميثاق لمدة تصل إلى خمسة سنوات ويمكن تجديد هذه الاستثناءات لعدة مرات. عدلت مقاطعة ألبيرتا عام 2000 قانون الزواج الخاص بها لتُعرّف الزواج قانوناً بأنه عقد بين مرأة ورجل. وتضمن القانون بنداً مشابهاً للمادة ال33 ولكن مع ذلك بقي التعديل هذا لاغياً بسبب وقوع الصلاحية القانونية للزواج في الإطار القضائي الفيدرالي حصراً وفقاً لما حدده الدستور. ويمكن اللجوء إلى صياغة بند المادة ال33 فقط في حالات تحديد استثناءات معينة على الميثاق، ومن غير الممكن تغيير التقسيم الاتحادي للسلطات. وتنتهي حالات الاستثناء في أي قضية بعد مضي خمس سنوات.
لم يستخدم بند المادة ال33 أبداً من قبل الحكومة الفيدرالية حيث يعتقد عموماً أن السبب يكمن وراء هذا في ما قد يعنيه هذا من اعتراف سياسي حكومي محرج للحكومة بانتهاك قانون من القوانينن الكندية لحقوق الإنسان الأساسية. أعلن رئيس الوزراء السابق ستيفن هاربر قبيل تشكيل حزبه للحكومة بتاريخ 15 ديسمبر عام 2005 عن نية حكومته لإعادة رفع مسألة زواج المثليين إلى البرلمان دون الاستجابة إلى بند المادة ال33، ولكن صرح وزير العدل الكندي حينها فيك توز عن دعمه للجوء إلى بند المادة ال33 في بعض الحالات. ولكن لم تحاول الحكومة إعادة فتح ملف زواج المثليين رغم تصريحات ستيفن هاربر تلك. صوت أعضاء مجلس العموم الكندي ضد مذكرة طرحها المحافظون لإعادة فتح النقاش حيال التعريف القانوني للزواج يوم 7 ديسمبر عام 2006. ودعت هذه المذكرة الحكومة إلى طرح مشروع قانون يعيد التعريف التقليدي المحافظ للزواج دون التأثير على الاتحادات المدنية مع احترام حالات زواج المثليين التي كانت قد عقدت فيما مضى.
ومع ذلك، فإن المادة ال33 ليست بوابة لمجلس الوزراء، والمجلس التنفيذي، إلى بعض الاستخدامات غير العادلة أو الظالمة من السلطة السياسية. المادة 33 من الميثاق، مثل الميثاق بأكمله، تخضع أيضًا للمادة 1 من نفس المادة، وحيث إنها تنطبق فقط على الأقسام 2 و 7 إلى 15، فهي لا تتمتع بأي قوة أو تأثير، لأن البند الأول هو جوهر المادة التي تعتمد فقط على الإجراء العام لتعديل دستور كندا، من خلال القانون العام، والعدالة الطبيعية.

### قانون الجنس الشرجي
تجرم المادة رقم 159 من قانون العقوبات أي فعل جنسي للجماع الشرجي ولكن تقدم استثناءات للزوج والزوجة أو لأي شخصين يبلغين الثامنة عشر من العمر فما فوق. ولا تنطبق هذه الاستثناءات في حال شارك شخص ثالث في العملية الجنسية أو في حال وقوع النشاط الجنسي في مكان غير انفرادي خاص بهؤلاء الأشخاص مثل الأماكن العامة. ولكن أعلنت محاكم في مقاطعات أونتاريو وكيبك وكولومبيا البريطانية ونوفا سكوشا وألبيرتا بصورة مستقلة عن عدم دستورية هذه المادة وبطلانها باعتبار انتهاكها وتناقضها مع المادة رقم 15 التي تنص على المساواة في الميثاق الكندي للحقوق والحريات.
بموجب قانون الزواج المدني، 2005، الذي ينص على زواج المثليين، يجب أن يكون عمر الفرد 16 عامًا أو أكثر للتعاقد القانوني على الزواج. ولكن، في المسائل المتعلقة بالجنس الشرجي، ظل القانون الجنائي دون تغيير منذ النظام الأساسي المنقح لكندا، 1985، على الأقل وبالتالي يجسد عدم المساواة الدستورية. يبلغ السن القانونية للجنس الشرجي بين الزوجين المغايرين 16 عامًا، لكنه يعتبر 18 عامًا للزوجين المثليين، ومع ذلك، يوجد تباين في المعنى الدلالي بين الإصدارين الإنجليزي والفرنسي من القانون الجنائي، تم تقديم عبارة «الزوج والزوجة» بواسطة "les époux "، والتي وفقًا لقواعد النحو الفرنسي، تنطبق على كل من الجنسين، وبالتالي، تنص على أن الأزواج المثليين يشاركون في الجنس الشرجي في سن 16 عامًا. وفقًا للمادة 18 (1) من الميثاق الكندي للحقوق والحريات، تتم طباعة ونشر قوانين البرلمان باللغتين الإنجليزية والفرنسية، و «كلا اللغتين لهما نفس القدر من المصداقية». أما بالنسبة للشركاء المثليين غير المتزوجين، فقد يرغب المرء في التحدث دفاعًا عن القانون العام، بموجب المادة 15 من الميثاق الكندي للحقوق والحريات، وفقًا للمادة 25 (ج) من «قانون القضاء على الإدانات غير العادلة تاريخيًا» يحدد السن القانونية للنشاط الجنسي عند 16 عامًا، لإداناته قبل إلغاء تجريم النشاط الجنسي المثلي في عام 1969.
قدمت الحكومة الليبرالية تشريعاً يلغي المادة 159 من قانون العقوبات يوم 15 نوفمبر 2016. ومن المفترض أن يضمن هذا التشريع معاملة القضاء لجميع أشكال النشاط الجنسي القائم بالتراضي بصورة متساوية أمام القانون. ولكن باءت عملية إقرار مشروع القانون هذا بالفشل رغم اتفاق الأحزاب السياسية عليها. ثم أدخلت ضمن مشروع قانون جديد جرى تقديمه خلال أواخر شهر مارس من عام 2018. ويهدف مشروع القانون هذا إلى تحديث جوانب عدة من القانون الجنائي بالترافق مع إحداث تغيرات كبيرة على إجراءات المحاكم الجنائية بالإضافة إلى إلغاء المادة 159. وصرحت الحكومة الكندية حيال الأمر: «سمعنا من المجتمع عن كونها [المادة 159] من التشريعات بالغة القدم التي استمرت في تأثيرها على الشباب لذا فمن المهم بمكان دفع الأمر للنقاش وإقراره من قبل المجلس».
قدمت الحكومة الليبرالية تشريعاً يلغي المادة 159 من قانون العقوبات يوم 15 نوفمبر 2016. ومن المفترض أن يضمن هذا التشريع معاملة القضاء لجميع أشكال النشاط الجنسي القائم بالتراضي بصورة متساوية أمام القانون. ولكن باءت عملية إقرار مشروع القانون هذا بالفشل رغم اتفاق الأحزاب السياسية عليها. ثم أدخلت ضمن مشروع قانون جديد جرى تقديمه خلال أواخر شهر مارس من عام 2018. ويهدف مشروع القانون هذا إلى تحديث جوانب عدة من القانون الجنائي بالترافق مع إحداث تغيرات كبيرة على إجراءات المحاكم الجنائية بالإضافة إلى إلغاء المادة 159. وصرحت الحكومة الكندية حيال الأمر: «سمعنا من المجتمع عن كونها [المادة 159] من التشريعات بالغة القدم التي استمرت في تأثيرها على الشباب لذا فمن المهم بمكان دفع الأمر للنقاش وإقراره من قبل المجلس».

### قوانين دعاية الكره
يحظر القانون الجنائي الكندي يحظر صراحة بارتكاب دعاية الكراهية ضد الناس بسبب التوجه الجنسي، الهوية الجندرية، أو التعبير عن الجندر. وبالتالي، فإن المجموعات المحددة يمكن حمايتها من الكراهية والإبادة الجماعية، أي التدمير أو النية لإحداث التدمير.
في النهاية، ووفقًا للمادة 15 من الميثاق الكندي للحقوق والحريات، يتم منح مجتمع المثليين نفس الحماية بموجب القانون الجنائي وقوانين المقاطعات، مثل أي شخص آخر، أيا كانت الدوافع التي قد يكون الدافع وراء ارتكابها أو تحريضها عليها.

### الاعتذار ومخطط إلغاء الإدانات
ألقى رئيس الوزراء الكندي جاستن ترودو اعتذاراً رسمياً للأقليات الجنسية أمام البرلمان الكندي بتاريخ 28 نوفمبر 2017:
-رئيس الوزراء جاستن ترودو، بتاريخ 28 نوفمبر عام 2017
في 21 يونيو 2018، منحت الحاكمة العامة الموافقة الملكية على مشروع القانون C-66، والمسمات ب«قانون القضاء على الإدانات غير العادلة تاريخيًا»، والذي يسمح للشخص الذي أدين بعمل مثلي قبل تقنينه في عام 1969 للحصول على شرطة الخيالة الكندية الملكية، والإدارات أو الوكالات الفيدرالية، «تدمير أو إزالة أي سجل قضائي من الإدانة». لا يمنع هذا الفعل بأي حال العفو الملكي لصاحبة الجلالة، ولا التاج في حق المقاطعات.

## الاعتراف القانوني بالعلاقات المثلية
قبل وقت طويل من عام 2005، عندما سن البرلمان الفيدرالي قانونًا يعترف بزواج المثليين على المستوى الفيدرالي، تم بالفعل الاعتراف القانوني بالعلاقات المثلية من قبل العديد من المقاطعات، حيث أن بعض الإجراءات الإدارية في المقاطعات كانت تنص بالفعل على نفس الحقوق والالتزامات للشركاء المثليين والشركاء والمغايرين الذين يعيشون معا، أو الزوجين بحكم الواقع في كيبيك.
في أوائل عام 2002، تم تعديل القانون المدني في كيبيك ليعطي الشركاء المثليين كل الحقوق الشاملة، وهو الأكثر شمولاً ضمن الولاية القضائية للمقاطعات، بقدر ما هو إنشاء اتحادات مدنية والتي لا تزال تسمح في الوقت الحاضر للأزواج الذين يختارون تشكيل مثل هذا الاتحاد، بغض النظر عن الجنس أو التوجه الجنسي، بالاستفادة من نفس الأمور المترتبة على الزواج، «فيما يتعلق بتوجيه الأسرة، وممارسة السلطة الأبوية، والمساهمة في النفقات، ومكان إقامة الأسرة، والإرث العائلي والبدل التعويضي». منذ ذلك الحين، بالإضافة إلى الالتزام بمشاركة مجتمع الحياة، وبسبب الاحترام والإخلاص والخلاص والمساعدة، يتمتع الشريكان في الاتحاد المدني بنفس الحقوق والواجبات والالتزامات التي يتمتع بها الأزواج، ولكن على عكس الزواج الذي يخضع للاختصاص القضائي الفيدرالي، وبحلول ذلك الوقت كان لا بد من الانتظار ثلاث سنوات أخرى قبل دخول قانون البرلمان الفيدرالي حيز التنفيذ تفيد تعريف الشركاء المثليين، والاتحاد المدني ساري فقط في كيبيك، وقد لا يتم الاعتراف به خارج اختصاصها القضائي، أو قد تواجه مشاكل غير متوقعة.
بين عامي 2002 و 2005، قضت المحاكم في العديد من المقاطعات والأقاليم بأن تقييد الزواج إلى الأزواج المغايرين يشكل شكلاً من أشكال التمييز محظور بموجب المادة 15 من الميثاق الكندي للحقوق والحريات، وألغى التعريف الاتحادي، واشترط على هؤلاء الولايات القضائية تسجيل زواج المثليين. تطلب الحكم الأول من الحكومة الفيدرالية صياغة مشروع قانون يعترف بزواج المثليين، لكن الأحكام اللاحقة وضعت التعريف الجديد ليدخل حيز التنفيذ بصورة فورية في الولايات القضائية المعنية. وأصبحت الولايات القضائية الكندية الثالثة عالمياً التي سمحت بزواج المثليين بعد هولندا وبلجيكا. بحلول شهر يوليو عام 2005، تم الاعتراف بزواج المثليين قانونيا في جميع المقاطعات والأقاليم باستثناء ألبرتا، جزيرة الأمير إدوارد، والأقاليم الشمالية الغربية ونونافوت، وتشمل أكثر من 85% من سكان كندا البالغ عددهم حوالي 31 مليون نسمة.
أعلنت الحكومة الاتحادية في صيف عام 2003 عن نيتها عدم الطعن في القرارت الصادرة، كما وأعربت عن عزمها صياغة مشروع قانون يسمح بزواج المثليين في جميع أرجاء البلاد. ووصل مشروع القانون أمام المحكمة العليا الكندية لضمان تحمله التحدي القانوني في التوافق مع الميثاق لأصحاب الرأي المعارض لزواج المثليين. وسمعت المحكمة العليا الحجج إزاء مسودة مشروع القانون في شهر أكتوبر من عام 2004. وفي ديسمبر من نفس العام، أعلنت أن التعريف المقترح «للزواج» يتماشى مع جميع المسائل المشار إليها في الميثاق الكندي للحقوق والحريات، ويقع كذلك ضمن السلطة التشريعية الحصرية للبرلمان الكندي.
وأقر البرلمان مشروع القانون في يوليو 2005 ليجعل كندا رابع بلدان العالم التي شرعت زواج المثليين على كامل أراضيها، ولتصبح أول بلد يشرع زواج المثليين دون اشتراط وجود إقامة.
خلصت دراسة أكاديمية أجراها مارك ليمان عن وجود تحول كبير شهده الرأي العام الكندي حيال موضوع تقنين زواج المثليين خلال الفترة الممتدة من عام 1997 حتى عام 2004، ليتحول الرأي من أقلية مؤيدة دعمت المساواة في الزواج بغض النظر عن التوجه الجنسي لتصبح الأغلبية تدعم التشريع، ويعود هذا نتيجة تغير آراء المجتمع ومشاعره التي أصبحت أكثر إيجابية وأقل عنصرية حول المثليين والمثليات.

## التبني وتنظيم الأسرة
كانت أول مقاطعة تسمح بتبني المثليين للأطفال في كندا هي كولومبيا البريطانية في عام 1996. ومنذ ذلك الحين، تم السماح به في أونتاريو (1999)، ساسكاتشوان (2001)، نوفا سكوشا (2001)، نيوفاوندلاند ولابرادور (2002)، كيبيك (2002)، مانيتوبا (2002)، الأقاليم الشمالية الغربية (2002)، ويوكون (2003). في ألبرتا، تم السماح بتبني أحد الشركاء للطفل البيولوجي للشريك الآخر في عام 1999 وبعد ثماني سنوات، في عام 2007، أصبح التبني المشترك قانونيًا. قننت نيو برونزويك التبني المشترك في عام 2008، في حين أن جزيرة الأمير إدوارد قننت ذلك في عام 2009. قننت نونافوت ذلك في عام 2011، وبالتالي أصبح آخر مقاطعة أو إقليم في كندا يقوم بذلك.

## الحماية من التمييز

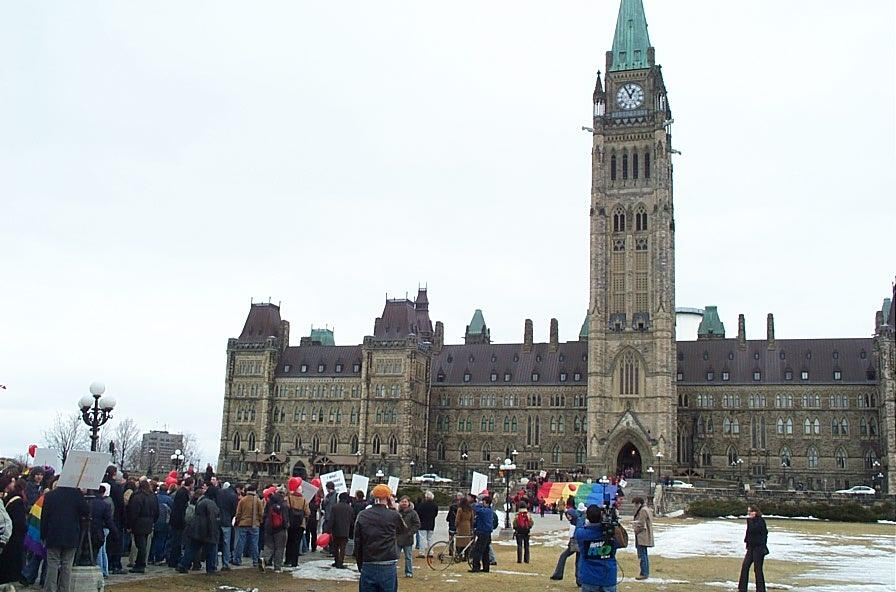
اعتصام تحت عنوان "مسيرة القلوب" لصالح تشريع زواج المثليين في كندا بالقرب من البرلمان الكندي في العاصمة أوتاوا بتاريخ 6 مارس عام 2004.

### آلية التطبيق
أقرت الحكومة الاتحادية وجميع مقاطعات وأقاليم كندا قوانين تحمي حقوق الإنسان وتحظر التمييز والتحرش والمضايقة على أسس عدة (مثل العرق أو الجنس أو الهوية الجندرية أو التعبير أو الحالة الزواجية أو الديانة أو الإعاقة أو العمر أو التوجه الجنسي) في قطاعي التوظيف العام والخاص وفي الإسكان والخدمات العامة والدعاية. وتنطبق بعض القوانين على نشاطات إضافية. وتعد هذه القوانين تشريعات شبه دستورية تلغي القوانين العادية وغيرها من القواعد والعقود والاتفاقات الجماعية. وتطبق عادةً على يد لجان ومحاكم حقوق الإنسان من خلال عمليات استقصاء للشكاوى المقدمة وعمليات التوفيق والتحكيم والتي تتصف ببطئ سيرها ولكن مجانيتها وتتضمن حماية من التعرض للانتقام. وليس من الضروري وجود محامي في هذه الحالات.

### الأسس القانونية لحظر التمييز والتحرش
خضع ميثاق كييك للحقوق والحريات للتعديل عام 1977 ليحظر التمييز على أساس التوجه الجنسي. ما جعل مقاطعة كيبيك أول ولاية قضائية في العالم أكبر من مدينة أو مقاطعة تحظر التمييز والتحرش (بما في ذلك سبيل المثال لا الحصر السخرية، الإهانة، التنمر، والترهيب في المدرسة، أو في العمل)، في القطاعين العام والخاص. ينص قانون مقاطعة كيبيك على أنه "لا يجوز لأحد مضايقة شخص على أساس أي أسباب" تتعلق بالتوجه الجنسي أو الهوية الجندرية أو التعبير عنها. وتنطبق هذه القاعدة على الجميع في مجالات العمل، السكن، الخدمات العامة، وسائل النقل العام، الأماكن العامة (بما في ذلك الشركات، المطاعم، الفنادق، المدارس، الكنائس، الحدائق العامة، ومواقع المخيمات)، والوثائق القانونية (بما في ذلك وثائق التأمين، والعقود). وفيما يتعلق بالمسائل الخاصة والعائلية، يتماشى الميثاق مع جميع القوانين المدنية في كيبك. قانون حماية الشباب، الذي يعود تاريخه إلى عام 1977، والتي تهدف إلى "حماية الأطفال الذين يعتبرون أو قد يكون أمنهم أو نشأتهم في خطر"، أي "إذا تم التخلي عن الطفل أو إهماله أو تعرضه لسوء المعاملة النفسية أو الاعتداء الجنسي أو البدني". تقوم لجنة حقوق الإنسان حقوق الشباب، التي أنشئت في عام 1976، بالتحقيق في القانون وإنفاذه ضد أي شخص ارتكب التمييز أو المضايقة "بناءً على أحد الأسباب المحظورة وعلى إحدى المناطق المحمية"، أو ضد أي شخص عرض الطفل للخطر. منذ عام 2008، تم تعيين وزارة العدل في كيبيك على وجه التحديد لمكافحة رهاب المثلية، وذلك من أجل القيام بقبول اجتماعي كامل بين سكان كيبيك وداخلهم. "مهمة مكتب "lutte contre l'homophobie" هو الإشراف على تنفيذ ورصد وتقييم خطة العمل الحكومية ل"مكافحة رهاب المثلية"، والتي" تعزز احترام حقوق أفراد الأقليات الجنسية"، وتضع "إنشاء بيئات آمنة وشاملة"، باعتبارها واحدة من أولوياتها الخمس أعلن رئيس وزراء كيبيك فيليب كويلارد ووقّع بذلك: "اليوم، يمكننا أن نجعل كيبيك غنية في تنوعها".
وضغط ناشطون من مقاطعة مانيتوبا عام 1984 لصالح تضمين الحماية من التمييز على أساس التوجه الجنسي عبر لجوءهم للاعتصام وأضرب رجل يدعى ريتشارد نورث عن الطعام لمدة 59 يوماً. وأقرت مانيتوبا عام 1987 قانوناً لحقوق الإنسان تضمن حمايات من التمييز على أساس التوجه الجنسي. ويُذكر التوجه الجنسي بصورة صريحة اليوم في قوانين حقوق الإنسان لجميع الولايات القضائية بكندا باعتباره أحد أشكال التمييز المحظورة قانوناً.
جرى تعديل قانون حقوق الإنسان الكندي في 20 يونيو 1996 ليشمل التوجه الجنسي كأحد الأسس المحمية. ويكفل قانون حقوق الإنسان حق المساواة وتساوي الفرص والمعاملة العادلة وضمان بيئة خالية من التمييز في مجالات التوظيف والإقامة وتأمين السلع والخدمات ضمن السلطة القضائية الواقعة على المستوى الفيدرالي. العلاقات بين الأفراد التي تقع ضمن اختصاص المقاطعات، وقانون حقوق الإنسان الكندي لا بنطبق إلا على الأنشطة القائمة على المؤسسات، أو الشركات، التي تقع ضمن اختصاص السلطات الاتحادية، أي أنه يحرم التمييز والمضايقة، من قبل، أو من، الإدارات الفيدرالية، والوكالات، البنوك، الراديو، ومحطات التلفزيون، شركات الطيران، ومالكي السفن، نحو موظفيها، أو أقسام من الجمهور العام.
لم يتم تعريف التوجه الجنسي في أي قانون من قوانين حقوق الإنسان الكندية، ولكنه فُسِر على نطاقٍ واسع على أنه يشمل كل من المغايرة الجنسية والمثلية الجنسية وازدواجية التوجه الجنسي. بيد أنه لا يشتمل على التحول الجنسي أو الأفراد المتحولين جنسياً. وقد صرحت المحكمة الاتحادية الكندية حيال التوجه الجنسي بأنه: «مفهوم قانوني دقيق يتعامل بصورة خاصة مع تفضيل الفرد من حيث الجنس» في العلاقات الجنسية وهو ليس بالمفهوم الغامض أو الملتبس أو المشتمل اشتمالاً زائداً عن حده. واتخذت لجنة حقوق الإنسان لمقاطعة أونتاريو من التعريف الآتي للتوجه الجنسي أساساً، وينص التعريف على:
إن التوجه الجنسي هو أكثر من مجرد «وضع» يخص الفرد؛ بل إنه سمة شخصية راسخة تشكل جزءاً من الهوية الأساسية للفرد. يشمل التوجه الجنسي على مجموعة من مظاهر النشاط الجنسي البشري التي تتراوح من التوجهات المثلية للإناث أو الذكور إلى ازدواجية التوجه الجنسي ووصولاً إلى المغايرة الجنسية.
تحظر جميع قوانين حقوق الإنسان في كندا صراحةً التمييز على أساس الإعاقة، وقد فُسر هذا ليشمل المصابين بالإيدز والمشاكل المتعلقة به وكون الشخص حاملا لفيروس العوز المناعي البشري، والعضوية في مجموعة عالية الخطورة للإصابة بفيروس نقص المناعة البشرية. .
منذ يونيو 2017، تحظر جميع مقاطعات وأقاليم كندا ضمن تشريعاتها الخاصة بحقوق الإنسان ومناهضة التمييز وتساوي الفرص التمييز على أساس الهوية الجندرية أو التعبير عنها. اعتبرت لجان حقوق الإنسان في السابق دخول التمييز على أساس الهوية الجندرية ضمن النطاق الأوسع للتمييز على أساس جنس الفرد.
تُعرّف لجنة حقوق الإنسان لمقاطعة أونتاريو الهوية الجندرية على النحو الآتي:
إن الهوية الجندرية متصلة بشعور الفرد الداخلي تجاه النفس ولا سيما شعور كون ذكر أو أنثى. قد تتوافق الهوية الجندرية مع الجنس المحدد للشخص عند الولادة أو قد لا تتوافق معه. من بين السمات الشخصية المرتبطة بالهوية الجندرية هي صورة الذات والمظهر الجسدي والبيولوجي والتعبير والسلوك والتصرف من حيث ارتباطهم بالنوع الاجتماعي. …من بين الأفراد الذين لا تتوافق هويتهم الجندرية مع الجنس المحدد عند الولادة:
الأشخاص المتحولون جنسياً والمتحولون جندرياً وثنائيو الجنس ومرتدو الملابس المغايرة. تختلف الهوية الجندرية للأشخاص بصورة جذرية عن توجههم الجنسي وليست تتحدد بسببها.
قدم عضو البرلمان من الحزب الديمقراطي الجديد بيل سيكساي مشروع قرار في مجلس العموم عام 2005 يضيف صراحةً «الهوية الجندرية والتعبير» كأحد أسس التمييز المحظورة في قانون حقوق الإنسان الكندي. وطرح ساكساي ذات المسودة مجدداً عام 2006، وطرحها للمرة الثالثة على التوالي عام في مايو 2009، بعدما أضيف عليها بنود لتعتبر الهوية الجندرية لبنود خطاب الكراهية من قانون العقوبات.
تُعرّف لجنة حقوق الإنسان لمقاطعة أونتاريو الهوية الجندرية على النحو الآتي:
إن الهوية الجندرية متصلة بشعور الفرد الداخلي تجاه النفس ولا سيما شعور كون ذكر أو أنثى. قد تتوافق الهوية الجندرية مع الجنس المحدد للشخص عند الولادة أو قد لا تتوافق معه. من بين السمات الشخصية المرتبطة بالهوية الجندرية هي صورة الذات والمظهر الجسدي والبيولوجي والتعبير والسلوك والتصرف من حيث ارتباطهم بالنوع الاجتماعي. …من بين الأفراد الذين لا تتوافق هويتهم الجندرية مع الجنس المحدد عند الولادة:
الأشخاص المتحولون جنسياً والمتحولون جندرياً وثنائيو الجنس ومرتدو الملابس المغايرة. تختلف الهوية الجندرية للأشخاص بصورة جذرية عن توجههم الجنسي وليست تتحدد بسببها.
قدم عضو البرلمان من الحزب الديمقراطي الجديد بيل سيكساي مشروع قرار في مجلس العموم عام 2005 يضيف صراحةً «الهوية الجندرية والتعبير» كأحد أسس التمييز المحظورة في قانون حقوق الإنسان الكندي. وطرح ساكساي ذات المسودة مجدداً عام 2006، وطرحها للمرة الثالثة على التوالي عام في مايو 2009، بعدما أضيف عليها بنود لتعتبر الهوية الجندرية لبنود خطاب الكراهية من قانون العقوبات.
تُعرّف لجنة حقوق الإنسان لمقاطعة أونتاريو الهوية الجندرية على النحو الآتي:
إن الهوية الجندرية متصلة بشعور الفرد الداخلي تجاه النفس ولا سيما شعور كون ذكر أو أنثى. قد تتوافق الهوية الجندرية مع الجنس المحدد للشخص عند الولادة أو قد لا تتوافق معه. من بين السمات الشخصية المرتبطة بالهوية الجندرية هي صورة الذات والمظهر الجسدي والبيولوجي والتعبير والسلوك والتصرف من حيث ارتباطهم بالنوع الاجتماعي. …من بين الأفراد الذين لا تتوافق هويتهم الجندرية مع الجنس المحدد عند الولادة:
الأشخاص المتحولون جنسياً والمتحولون جندرياً وثنائيو الجنس ومرتدو الملابس المغايرة. تختلف الهوية الجندرية للأشخاص بصورة جذرية عن توجههم الجنسي وليست تتحدد بسببها.
قدم عضو البرلمان من الحزب الديمقراطي الجديد بيل سيكساي مشروع قرار في مجلس العموم عام 2005 يضيف صراحةً «الهوية الجندرية والتعبير» كأحد أسس التمييز المحظورة في قانون حقوق الإنسان الكندي. وطرح ساكساي ذات المسودة مجدداً عام 2006، وطرحها للمرة الثالثة على التوالي عام في مايو 2009، بعدما أضيف عليها بنود لتعتبر الهوية الجندرية لبنود خطاب الكراهية من قانون العقوبات. وأقِر المشروع في مجلس العموم بدعم من جميع الأحزاب بعد خضوعه لقراءة ثالثة في فبراير عام 2011، ولكن لم يُناقش في مجلس الشيوخ بسبب حل البرلمان قبيل عقد الانتخابات الفيدرالية الواحدة والأربعون. قدم الحزب الليبرالي والحزب الديمقراطي الجديد مشروعي قانون حول الموضوع في البرلمان المنتخب الواحد والأربعون. وتجاوز مشروع قانون الحزب الديمقراطي الجديد القراءة الثانية بتاريخ 6 يونيو عام عام 2012. وباء مشروع القانون بالفشل مجدداً فلم يدرج على جدول أعمال مجلس الشيوخ بعد الدعوة لعقد انتخابات اتحادية عام 2015. وطُرِح على مجلس العموم في مايو 2016 مشروع قانون لتعديل القانون الكندي لحقوق الإنسان والقانون الجنائي لتضمين عبارة «الهوية الجندرية والتعبير عنها» في قانون حقوق الإنسان الكندي. أقر البرلمان الكندي مشروع القانون في يونيو 2017 وأخذ الموافقة الملكية بعد أسبوع من ذلك. ودخل القانون حيز التنفيذ بصورة فورية. وتم التصويت لصالح مشروع القانون بتصويت 67 صوتا لصالح مقابل 11 صوتا ضد في مجلس الشيوخ (67-11)، أما في مجلس العموم في تصويت 248 صوتا لصالح مقابل 40 صوتا ضد (248-40).

### الوضع القانوني للتمييز ضد المثليين والمثليات ومزدوجي التوجه الجنسي والمتحولين جنسيا
| المقاطعة/الإقليم          | التوجه الجنسي  | الهوية الجندرية | التعبير عن الجندر                                                  | حظر علاج التحويل                                                                                   |
| ------------------------- | -------------- | --------------- | ------------------------------------------------------------------ | -------------------------------------------------------------------------------------------------- |
| كندا (المستوى الاتحادي)   | (منذ عام 1996) | (منذ عام 2017)  | (منذ عام 2017)                                                     | No                                                                                                 |
| الأقاليم الشمالية الغربية | (منذ عام 2002) | (منذ عام 2002)  |                                                                    | No                                                                                                 |
| نونافوت                   | (منذ عام 1999) | (منذ عام 2017)  | (منذ عام 2017)                                                     | No                                                                                                 |
| يوكون                     | (منذ عام 1987) | (منذ عام 2017)  | (منذ عام 2017)                                                     | No                                                                                                 |
| كولومبيا البريطانية       | (منذ عام 1992) | (منذ عام 2016)  | (منذ عام 2016)                                                     | / (في فانكوفر فقط منذ عام 2018)                                                                    |
| نيوفندلاند ولابرادور      | (منذ عام 1995) | (منذ عام 2013)  | (منذ عام 2013)                                                     | No                                                                                                 |
| ألبرتا                    | (منذ عام 2009) | (منذ عام 2015)  | (منذ عام 2015)                                                     | No                                                                                                 |
| كيبك                      | (منذ عام 1977) | (منذ عام 2016)  | (منذ عام 2016)                                                     | No                                                                                                 |
| جزيرة الأمير إدوارد       | (منذ عام 1998) | (منذ عام 2013)  | (منذ عام 2013)                                                     | |
| مانيتوبا                  | (منذ عام 1987) | (منذ عام 2012)  | / (غير مذكور صراحةً ولكنه مذكور بصورة ضمنية منذ عام 2016 على الأقل) | (منذ عام 2015)                                                                                     |
| نيو برونزويك              | (منذ عام 1992) | (منذ عام 2017)  | (منذ عام 2017)                                                     | |
| نوفا سكوشا                | (منذ عام 1991) | (منذ عام 2012)  | (منذ عام 2012)                                                     | (منذ عام 2018، ولكن يسمح لـ "القصر الناضجين" الذين تتراوح أعمارهم بين 16 و 18 عامًا بالموافقة عليه) |
| ساسكاتشوان                | (منذ عام 1993) | (منذ عام 2014)  |                                                                    | No                                                                                                 |
| أونتاريو                  | (منذ عام 1986) | (منذ عام 2012)  | (منذ عام 2012)                                                     | (منذ عام 2015)                                                                                     |

### النشاطات المكفولة في إطار المساواة
يحظر القانون بالتالي الممارسات التمييزية كالمضايقة على أساس التوجه الجنسي أو الهوية الجندرية الحقيقية أو المفترضة للفرد أو التمييز ضد المصابين بفيروس العوز المناعي المكتسب/الإيدز في جميع أرجاء كندا ضمن القطاعين العام والخاص وفي مجالات التوظيف والإسكان والدعاية والخدمات المقدمة للعامة. ويغطي القانون جميع جوانب التوظيف ومنها الامتيازات المستحقة للأقران والشركاء طويلي الأمد. ومن الأمثلة على الخدمات التأمين والبرامج الحكومية والائتمان والفنادق والمدارس المفتوحة العامة فالمدارس الحكومة بكندا عرضة للمسائلة القانونية في حال تعرض الطلاب من المثليين والمتحولين جنسياً للإهانة اللفظية والتمييز أو تعرضوا للتنمر من قبل طلاب آخرين أو من قبل الأساتذة والإداريين. سمح للكنديين من المثليين والمثليات ومزدوجي التوجه الجنسي والمتحولين جنسيا أداء الخدمة في القوات المسلحة منذ البت في قضية «دوغلاس» المعروفة عام 1992.
يحدث التمييز الذي يحظره القانون فقط في حالة عومِلَ الشخص معاملة أقل تفضيلاً عن غيره أو تعرض للمضايقة طبقاً للأسس المنصوص عليها، وأيضاً في الحالات التي قد تؤثر فيها إحدى السياسات الشاملة أو الممارسات بصورة سلبية غير متناسبة وغير مقصودة على إحدى المجموعات المحددة مقارنةً مع غيرها بالأسس المنصوص عليها. ويُعرف هذا المفهوم باسم «التمييز ذو الأثر السلبي». فمثلاً يمكن نظرياً اعتبار اشتراط المدارس العامة الحصول على موافقة الأهل لمشاركة الطلاب في النوادي من بين الممارسات التمييزية ضمن حالة تراجع احتمال الحصول على موافقة الأهل أو طلب الطلاب من الأهل السماح لهم بالانتساب في نوادي تحالف المثليين- والمغايرين الطلابية.

### استثناءات
ليس لقوانين حقوق الإنسان استثناءات قانونية خاصة بالتوجه الجنسي أو الهوية الجندرية ولكن عادةً ما تتضمن قوانين حقوق الإنسان استثناءات لما يُعرف بشروط حسن النية أو المؤهلات التي تنطبق على أغلب الأسس المحددة (مثل الجنس والتوجه الجنسي والإعاقة)، ولكن فقط في حالة استفاء الشروط الصارمة المحددة بموجب حكم قضية كولومبيا البريطانية (لجنة خدمات علاقات التوظيف العامة) ضد نقابة خدمات توظيف حكومة كولومبيا البريطانية.
من غير الممكن لمقدمي طلبات التوظيف أو النقابات التخلي عن حقوق المساواة على سبيل المثال، وذلك بما أن قوانين حقوق الإنسان هي عبارة عن قوانين شبه دستورية. ولكن قوانين أخرى قد تنص بشكل صريح على انطباقها بغض النظر عن قانون حقوق الإنسان. كما تشمل بعض الاتفاقات الجماعية أحكاماً واسعة لعدم التمييز، وتزيد هذه الأحكام بالواقع في تفصيلها على الحقوق المدرجة في قوانين حقوق الإنسان.

### النتائج
حقق المواطنون الكنديون من المثليات والمثليين ومزدوجي التوجه الجنسي والمتحولين جنسياً مجموعة كبيرة من المكاسب الحقوقية القضائية للتساوي مع باقي شرائح الشعب في معظم مجالات إقرار السياسات منذ إرساء المادة 15 من ميثاق الحقوق والحريات عام 1985. وشملت هذه الإنجازات مجالات الهجرة والإسكان والتوظيف والفوائد الصحية والتبني والتقاعد والشؤون المالية وجرائم الكراهية والزواج.

### المدارس وغيرها من الهيئات التعليمية

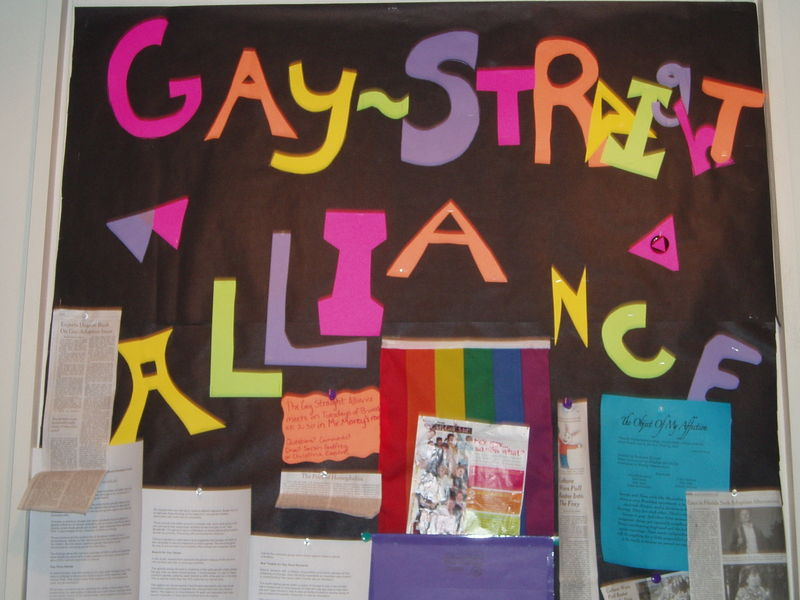
لبعض المدارس في كندا نوادي يطلق عليها تحالف المثليين-والمغايرين Gay-Straight Alliances أو غيرها من النوادي التي تشجع على نبذ رهاب المثلية والتنمر وتقدم الدعم النفسي للطلاب من الأقليات الجنسية في المدارس.

تختلف حقوق الطلاب والعاملين بمجال التعليم من المثليات والمثليين ومزدوجي التوجه الجنسي والمتحولين جنسياً في كندا اختلافاً كبيراً من هيئة تعليمية لأخرى ويرجع ذلك تبعاً لطبيعة هذه الهيئة فبعضها قد يكون ديني أو تبعيتها للقطاع العام أم الخاص. وتحظر قوانين حقوق الإنسان التمييز بحق طلاب المدارس الخاصة بصورة جزئية وليس كلية، كما ينحصر نطاق حظر ميثاق الحقوق والحريات للتمييز الممارس من قبل الرابطات وشركات الأعمال والكنائس بصورة جزئية أيضاً، بينما تكفل المادة الثانية من الميثاق الحرية الدينية وتعترف المادة 93 من الدستور بحق المدارس الدينية للطوائف في بعض المقاطعات.
خضعت المناهج الدراسية في المدارس العامة ولا سيما في كولومبيا البريطانية إلى تعديلات لإدخال مواضيع توعوية تربوية حول مواضيع المثليين والنثليات ومزدوجي التوجه الجنسي والمتحولين جنسيا. وغالباً ما يختلف تطبيق وتدريس المناهج الدراسية من مدرسة لأخرى ومن مُدرّس لآخر.
قد تمارس الهيئات التعليمية الدينية في كثير من الحالات التمييز بحق الطلاب والعاملين على أساس توجهاتهم الجنسية تماشياً مع العقائد الدينية الخاصة بتلك الهيئة. ولكن في حال قامت إحدى الهيئات التعليمية الدينية باستئجار منشآت للعامة على أساس تجاري دون النظر في أديانهم فلا يمكنهم حينها رفض تأجيرها لمجموعات من الأقليات الجنسية. وبشكل مثير للجدل حكمت المحكمة العليا الكندية برفض منح الاعتماد لجامعة دينية في عام 2018 بسبب سياساتها التي تحظر الطلاب الذين مارسوا الجنس خارج نطاق الزواج أو ممارسة الجنس المثلي.
ومع هذا فتفتح معظم الهيئات التعليمية ومنها المدارس التابعة للقطاع أبوابها للعامة. وينطبق عليها قوانين حقوق الإنسان، كما ويتعين عليها عدم التمييز بحق الموظفين أو الطلاب استناداً على جميع الأسس المحظورة ومنها على أساس التوجه الجنسي والمصابين بفيروس العوز المناعي البشري/الإيدز، بالإضافة إلى التحول الجنسي والتحول الجندري. ويتحملون المساءلة القانونية التامة في حال تعرض أحد الطلاب أو العاملين للمضايقة والإهانة اللفظية والتنمر من قبل أحد العاملين على هذه الأسس. كما يتحملون المساءلة بالنسبة لمعظم مثل هذه الأفعال الصادرة عن الطلاب، ويرجع هذا بسبب القرار المحكمي الصادر والمعروف باسم «جوربان». وقد يتحملون المساءلة القانونية عن التنمر المعادي للمثليين حتى في حال عدم كون المعتدى عليه من المثليين أو لا يُعتقد كونه كذلك؛ (مثلما حين تقوم متنمرة أو متنمر بالإدعاء زوراً عن كون إحدى الفتيات مثلية زعما بحيث يتم نبذها أو تخويفها من قبل الآخرين أو الضغط عليها لممارسة الجنس مع صبي لإثبات خلاف ذلك).
كما قد لا يكون كافياً بالنسبة للمدارس أن تقوم تدريجياً بتأديب المتنمرين عندما تكون النتيجة غير فعالة لدرء هذه الأفعال. تتحمل المدارس مسؤولية تأمين بيئة تعليمية خالية من المضايقة التمييزية، وهذا قد قد يتطلب منهم توفير «الموارد لاعتماد نهج تعليمي أوسع للتعامل مع القضايا العصيبة المتمثلة في المضايقة ورهاب المثلية والتمييز». رفضت المحكمة العليا الكندية سماع استئناف في قضية «جوربان» وهو ما أضاف على سلطة وأهمية الحكم.
قد تضع هيئات إدارة التعليم العام حدوداً على حقوق حرية التعبير والحرية الدينية للمُدرّسين والمستشارين المدرسيين فيما يخص التصريحات الصادرة عنهم فيما يتعلق بقضايا الأقليات الجنسية ومحتمع المثليين سواء أكان هذا ضمن نطاق الوظيفة أم خارجها. يُعتبر المُدرّسون والمستشارون المدرسيون بكندا محل ثقة ونفوذ على الطلاب ويُطلب منهم التأكد من عدم إضعاف تصريحاتهم الشفوية من ثقة العامة في النظام المدرسي أو المساهمة في خلق بيئة مدرسية غير متسامحة أو غير مضيافة.
في عام 2012، أصدرت أونتاريو قانون مدارس القبول، الذي سُن بعد قلق متزايد بشأن سلوكيات التنمر والعديد من حالات الانتحار المأساوية التي يتعرض لها الطلاب الذين يتم التنمر ضدهم. يهدف التشريع إلى تحديد ومنع التنمر، بما في ذلك طلاب مجتمع المثليين، وتوفير الموارد والدعم للمعلمين والطلاب أثناء تعاملهم مع حوادث التنمر. بموجب القانون، يتم تعريف التنمر على أنها سلوك متكرر وعدواني من قبل تلميذ حيث: 1) المقصود من السلوك من قبل التلميذ أن يسبب، أو التلميذ يجب أن يعرف أن السلوك من المحتمل أن يسبب أو يضر أو الخوف أو الضيق ل فرد آخر، بما في ذلك الأذى النفسي أو الأذى الذي يلحق بسمعة الفرد و 2) يحدث السلوك في سياق وجود اختلال حقيقي أو متصور في القوة بين التلميذ والفرد بناءً على عوامل مثل الحجم والقوة والعمر والذكاء والأقران قوة المجموعة أو الوضع الاقتصادي أو الوضع الاجتماعي أو الدين أو الأصل العرقي أو التوجه الجنسي أو الظروف العائلية أو الجنس أو العرق أو الإعاقة أو تلقي التعليم الخاص. سنت كل من كيبيك، مانيتوبا، نيو برونزويك، نوفا سكوتيا، ألبرتا، نيوفاوندلاند ولابرادور، الأقاليم الشمالية الغربية، ويوكون أيضًا قوانين مماثلة لمكافحة التنمر. وضعت مقاطعات أخرى، مثل كولومبيا البريطانية وساسكاتشوان، سياسات وخطط عمل بشأن التنمر في المدارس.

#### النتائج
نفذت بعض المدارس في كندا اعتباراً من عام 2006 متطلبات حكم قضية «جوربان» حول منع المضايقة والتنمر المعادي للمثليين من قبل الطلاب. يعد معدل الانتحار والاكتئاب لدى الشباب الكندي من المثليات والمثليين ومزدوجي التوجه الجنسي والمتحولين جنسياً أعلى من الطلاب المغايرين جنسياً، وأنشأ الطلاب في بعض المدارس ما يُعرف باسم تحالف المثليين- والمغايرين (بالإنجليزية: Gay-Straight Alliances)‏ من أجل مواجهة رهاب المثلية والتنمر في المدرسة وتقديم الدعم للطلاب المثليين، وغيرها من المجموعات مماثلة، وتحظى هذه النوادي في بعض الأحيان على دعم من اتحادات المدرسين.
في عام 2019، سنت معظم المقاطعات والأقاليم تشريعات محددة لمكافحة التنمر تهدف إلى الحد من ومنع الطلاب من التعرض للتنمر في المدارس، بما في ذلك الطلاب من مجتمع المثليين.

## علاج التحويل

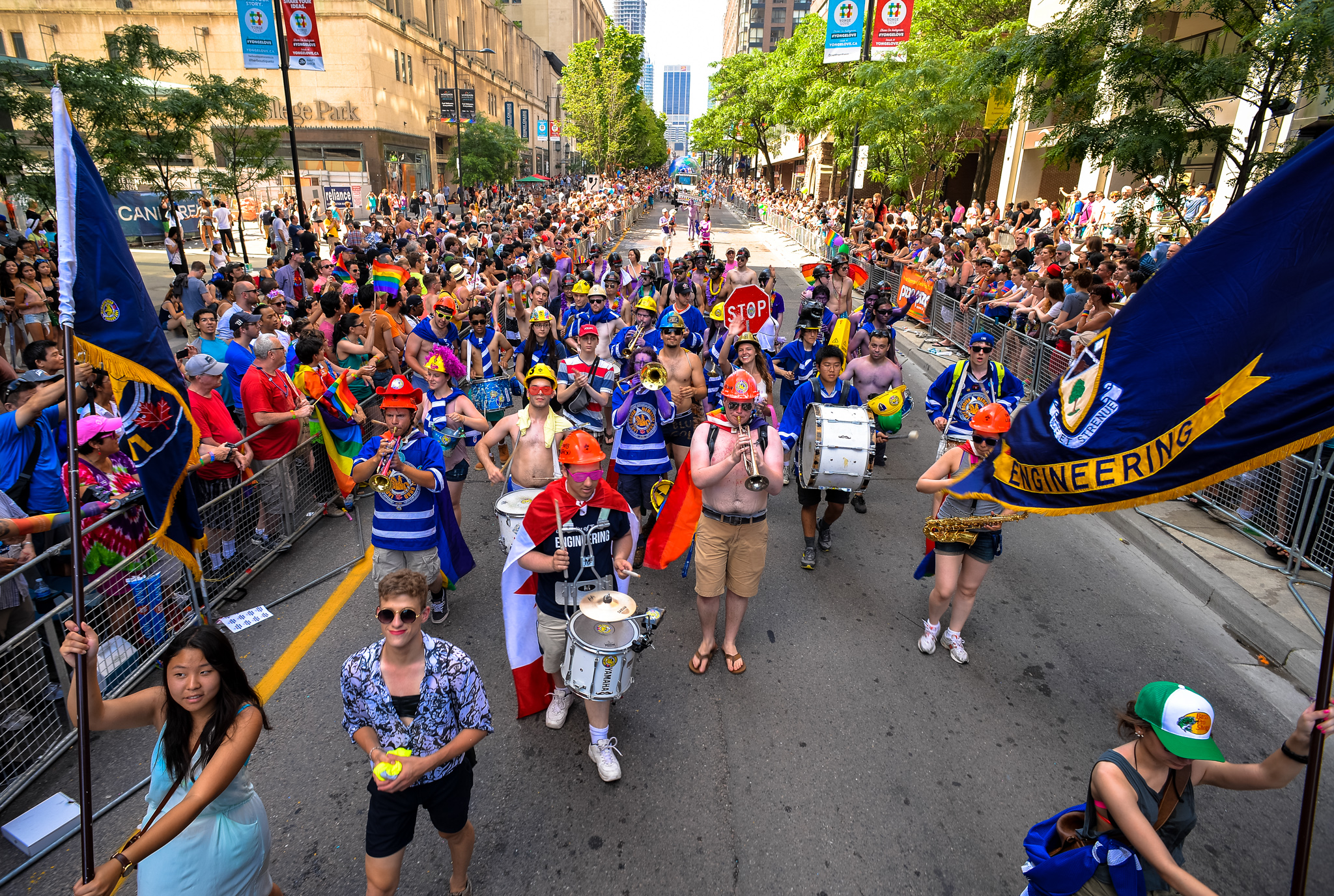
مسيرة فخر تورونتو في عام 2014

ما يسمى ب«علاج التحويل»، الذي يُعرف أحيانًا باسم «العلاج التعويضي»، هو مجموعة من الممارسات التي تدعي كذباً بأنها تغيّر، أو لديها القدرة على التغيير، التوجه الجنسي للشخص أو الهوية الجنسية أو التعبير عنها. تم رفض هذه الممارسات من قبل كل منظمة طبية وصحية عقلية.
في عام 2012، وقد جددت جمعية علم النفس الأمريكية، ونقابة علماء النفس في كيبيك تأكيد موقفها بأن المثلية الجنسية في حد ذاتها ليست نوع من الاضطراب العقلي"، وأنها "تعارض تصوير من الأقليات الجنسية الشباب والبالغين كمرض عقلي بسبب توجههم الجنسي". علاوة على ذلك، شددًا على أن العلاجات البغيضة (أو "علاجات التحويل") غير مناسبة وغير أخلاقية وغير إنسانية، وقد نصح الأمر أعضاء المهنة في كيبيك بأن العلاج النفسي، بسبب اعتبارات قانونية، القلق، لتخفيف الضيق، لدعم احترام الذات، ومساعدة الناس على مواجهة الصعوبات التي قد يواجهونها وبالتالي، لضمان رفاههم، بغض النظر عن التوجه الجنسي. إلى جانب ذلك، في مايو 2018، أصدر النظام المهني لعلماء الجنس في كيبيك (بالفرنسية: l'Ordre professionnel des sexologues du Québec)‏ إشعارًا عامًا يؤكد فيه موقف علماء النفس في كيبيك، لإبلاغ الناس بمخاطر الاستشارة عبر الإنترنت، أو عبر الهاتف، وأن تلك الممارسات ممنوعة منعا باتا من قبل جميع أوامر المهنية والجمعيات في كيبيك (بما في ذلك الطب والطب النفسي)، لأنه يمكن أن يكون لها آثار ضارة على الصحة العقلية للمرء. أي شكاوى تتعلق بعلاجات بالكراهية، سواء كانت تتم من قِبل ممارسين دينيين أو مهنيين أو غيرهم، سيتم تقديمها إما مع أحد الأوامر أو الجمعيات، و/ أو (بالفرنسية: Commission des droits de la personne et des droits de la jeunesse)‏، بموجب بند التحرش، المادة 10.1 من ميثاق كيبيك لحقوق الإنسان والحريات، أو بموجب بند المعاملة النفسية السيئة، القسم 38 من قانون حماية الشباب.
أعلنت وزيرة صحة مقاطعة مانيتوبا شارون آن بلادي عن إجراءات لإيقاف علاج التحويل في المقاطعة بتاريخ 22 مايو عام 2015. وقالت بلادي أن قوانين مانيتوبا لحقوق الإنسان تحظر التمييز على أساس التوجه الجنسي وهذا يشمل على الآلية التي تُوفر الرعاية الصحية من خلالها. كما صرحت الوزيرة بلادي قائلةً: «إن موقف حكومة مانيتوبا هو أنه لا يمكن أن يكون لعلاج التحويل مكان في نظام الرعاية الصحية العام للمقاطعة».
في يونيو 2015، أُقر قانون تثبيت التوجه الجنسي والهوية الجندرية (مشروع القانون رقم 77) في مقاطعة أونتاريو. يحظر القانون إجراء علاج التحويل على القاصرين ويمنع تمويل هكذا ممارسات بموجب خطة التأمين الصحي العام الخاصة بمقاطعة أونتاريو للرعاية الصحية لأي شخص من أي عمر. طرحت النائبة في المجلس التشريعي لأونتاريو عن حزب أونتاريو الديمقراطي الجديد شيري دي نوفو مشروع القانون، وأقرهُ الجمعية التشريعية بدعم من الأحزاب الثلاثة في الهيئة التشريعية.
صوّت أعضاء مجلس مدينة فانكوفر بالإجماع على حظر علاج التحويل الذي تجريه الشركات بصرف النظر عن العمر، وذلك في يوم 6 يونيو عام 2018. وينطبق نظام ترخيص الأعمال قانوناً على جميع حاملي التراخيص، وذلك يشمل المجموعات الدينية.
تم تقديم ثلاثة مشاريع قوانين (واحد من كل من حزب نوفا سكوشا الليبرالي، ورابطة المحافظين التقدميين في نوفا سكوشا وحزب نوفا سكوشا الديمقراطي الجديد) لحظر الممارسة الزائفة والمضرة في نوفا سكوشا. في 25 سبتمبر 2018، أقر مجلس النواب في نوفا سكوتيا قانون التوجه الجنسي وحماية الهوية الجندرية، مشروع قانون الحزب الليبرالي، بدعم إجماعي من جميع الأحزاب. حصل التشريع على الموافقة الملكية في 11 أكتوبر ودخل حيز التنفيذ على الفور. ينص القانون على تدابير مماثلة لتشريع أونتاريو، سواء من حيث منع المهنيين من إجراء علاج التحويل على القاصرين، وحظر الأموال العامة من دفع تكاليف الإجراءات للجميع بغض النظر عن العمر. ومع ذلك، يتم تحديد الحد الأدنى لسن نوفا سكوشا بـ 19 بدلاً من 18 عامًا، كما أن الحد الأدنى للسن هو 16 عامًا، فيما عدا الأفراد المؤهلين للموافقة المختصة، في حين أن قانون أونتاريو لا يحدد أي حد أدنى معين فيما يتعلق بالأفراد المؤهلين. يحظر قانون نوفا سكوشا أيضًا على الأشخاص الذين يشغلون مناصب أو سلطة (مثل القائد الديني) بذل جهود تهدف إلى تغيير التوجه الجنسي أو الهوية الجندرية لشخص دون سن 19 عامًا.
في تشرين الثاني/نوفمبر 2018، عبر النواب في المجلس التشريعي لجزيرة الأمير إدوارد عن دعمهم بالإجماع بتمرير اقتراح لحظر علاج التحويل في المقاطعة. تم تقديم الاقتراح من قِبل زعيم حزب الخضر بيتر بيفان بيكر. يعتبر الاقتراح غير ملزم وليس له وضع قانوني. وقال وزير الصحة روبرت ميتشل إنه لا يوجد علاج التحويل يتم ممارسته حاليًا في المقاطعة. وقال العضو عن «تحالف الأقران» إن المجموعة تود أن تنخذ المقاطعة الخطوة التالية وتضع تشريعات لحظره.
في ديسمبر 2018، دعا دعاة في ساسكاتشوان المقاطعة لحظر العلاج تحويل. وقال متحدث رسمي إن حكومة ساسكاتشوان لا تدفع مقابل أي «علاجات» من هذا القبيل وتعارضها، لكنها لم تقرر ما إذا كانت ستوضع ذلك في التشريع أم لا.
تم الإعلان عن مشروع قانون لحظر علاج التحويل في ألبرتا في سبتمبر 2018 من قبل حزب ألبرتا الديمقراطي الجديد للمناقشة خلال الدورة التشريعية للخريف. ولكن لم يتم تقديم مشروع قانون بعد.في فبراير 2019، تم الإبلاغ عن أن مجموعة عمل برئاسة العضوة في المجلس التشريعي لألبرتا عن حزب ألبرتا الديمقراطي الجديد نيكول غوهرينغ سوف تبحث في طرق لحظر علاج التحويل في ألبرتا. ستجتمع مجموعة العمل خلال الأشهر الخمسة المقبلة لتطوير طرق لحظر هذه الممارسة في المقاطعة. بعد ذلك يتم تقديم التوصيات إلى وزير الصحة. قالت حكومة حزب ألبرتا الديمقراطي الجديد الحالية أنها ملتزمة بحظر العلاج التحويل. يتجاوز الموعد النهائي للمجموعة نهاية شهر أيار/مايو، وهو آخر موعد يتوقع أن يذهب فيه الناخبون في ألبرتا إلى صناديق الاقتراع لانتخابات مقاطعة ألبرتا 2019. ليس من الواضح ما الذي يمكن أن يحدث مع توصيات المجموعة إذا كان هناك تغيير في الحكومة. دعا زعيم الحزب الليبرالي في ألبرتا ديفيد خان حكومة المقاطعة إلى التوقف عن التأخير وحظر علاج التحويل على الفور. وقال إن حزبه يدعو إلى فرض حظر منذ عام 2016. وقال إن الحزب الليبرالي في ألبرتا سيقترحون حظر علاج التحويل إذا تم إعطاؤهم الفرصة لتقديم مشروع قانون عضو خاص في جلسة الربيع التشريعية.
في مارس 2019، أفيد أن مجموعة من الطلاب في وايتهورس يعدون عريضة من شأنها أن تدعو حكومة يوكون لحظر «علاج التحويل» أو «العلاج التصالحي» للقصر.
في سبتمبر 2018، أطلقت مجموعة ليثبريدج للأبحاث ذات الاهتمام العام ("Lethbridge Public Interest Research Group") و "YQueerL" عريضة لحظر علاج التحويل في جميع أنحاء البلاد. ولكن في مارس 2019، رفضت الحكومة الفيدرالية العريضة الذي حصل على أكثر من 18000 توقيع، بعد أن تم تقديمه في مجلس العموم في 1 فبراير من قبل النائبة عن الحزب الديمقراطي الجديد عن دائؤة ساسكاتون ويست الانتخابية، شيري بينسون. ردت الحكومة بأن علاج التحويل غير أخلاقي، لا يعكس قيم الكنديين، وقد تم تحديده على أنه غير أخلاقي. ومع ذلك، رفضت اتخاذ إجراء ضد هذه الممارسة، مدعية أنها تندرج في نطاق تنظيم المهنيين الصحيين (على أساس أن بعض ممارسات علاج التحويل تمارس من قبل المهنيين الطبيين المنظمين مثل الأطباء النفسيين المسجلين أو المعالجين النفسيين، ولكن تجاهلت أن هذا العلاج يمارس بكل سهولة من قبل المهنيين الطبيين)، والتي وفقا لتقسيم السلطات بين الحكومة الاتحادية وحكومات المقاطعات في الدستور الكندي هي مسؤولية المقاطعات والأقاليم. يقول نشطاء المثليين الذين أيدوا الالتماس إنهم يخططون لإعادة تجميع صفوفهم ومواصلة دفع الحكومة الفيدرالية إلى فرض حظر على مستوى البلاد.

## حقوق ثنائيي الجنس
إلى جانب الذكور والإناث، تتوفر جوازات السفر الكندية على خانة الجنس "X".

## التبرع بالدم
صدر حظر قانوني على تبرع الرجال المثليين ومزدوجي التوجه الجنسي بالدم عام 1977.
ورُفِع هذا الحظر بصورة جزئية عام 2013 وسُمِحَ للرجال الذين يمارسون الجنس مع الرجال بالتبرع بالدم بعد مضي فترة تأجيل قدرها خمس سنوات.
أعلنت وزارة الصحة الكندية في يونيو 2016 نيتها تخفيض فترة تأجيل التبرع بالدم إلى سنة واحدة. ودخل المعيار الزمني الجديد حيز التنفيذ بتاريخ 15 أغسطس 2016.
دخلت معايير الأهلية الجديدة الخاصة بالمتحولين جنسياً والصادرة عن هيئة التبرع بالدم الكندية حيز التنفيذ في 15 أغسطس عام 2016. تنص هذه المعايير على أن المتبرعين المتحولين جنسياً ممن لم يخضعوا لجراحة تغيير الجنس سيتم طرح أسئلة عليهم بناءً على جنسهم المحدد عند الولادة. وسيكونون مؤهلين للتبرع بالدم أو التأجيل بناءً على هذه المعايير. فعلى سبيل المثال: ستُسأل النساء المتحولات إن كن قد مارسن الجنس مع رجل في آخر 12 شهر. وسيتم تأجيل عملية التبرع لمدة عام بعد آخر اتصال جنسي مع رجل في حال كانت إجابتهن بنعم. وسيتم إرجاء المتبرعين الذين أجروا جراحة تغيير الجنس من عملية التبرع بالدم لمدة عام بعد تاريخ الجراحة. وسيتم فحص هؤلاء المانحين حسب جنسهم المؤكد بعد مضي ذلك العام.

## تأثير مجتمع المثليين على الحياة السياسية الوطنية

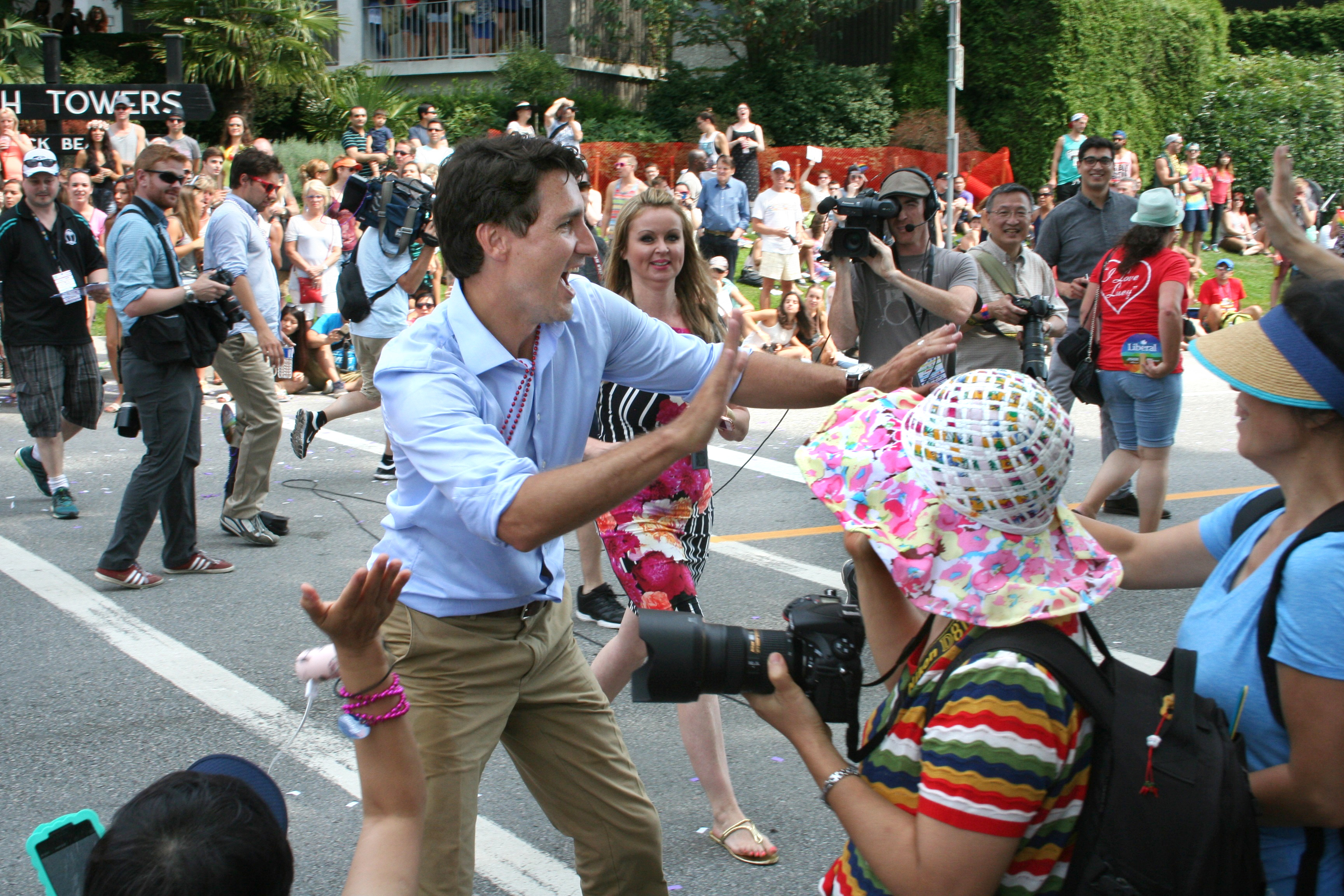
رئيس الوزراء جاستن ترودو مشاركاً في مسيرة فخر فانكوفر للمثليين عام 2015، وذلك بعد فترة وجيزة من إطلاقه لحملته الانتخابية.

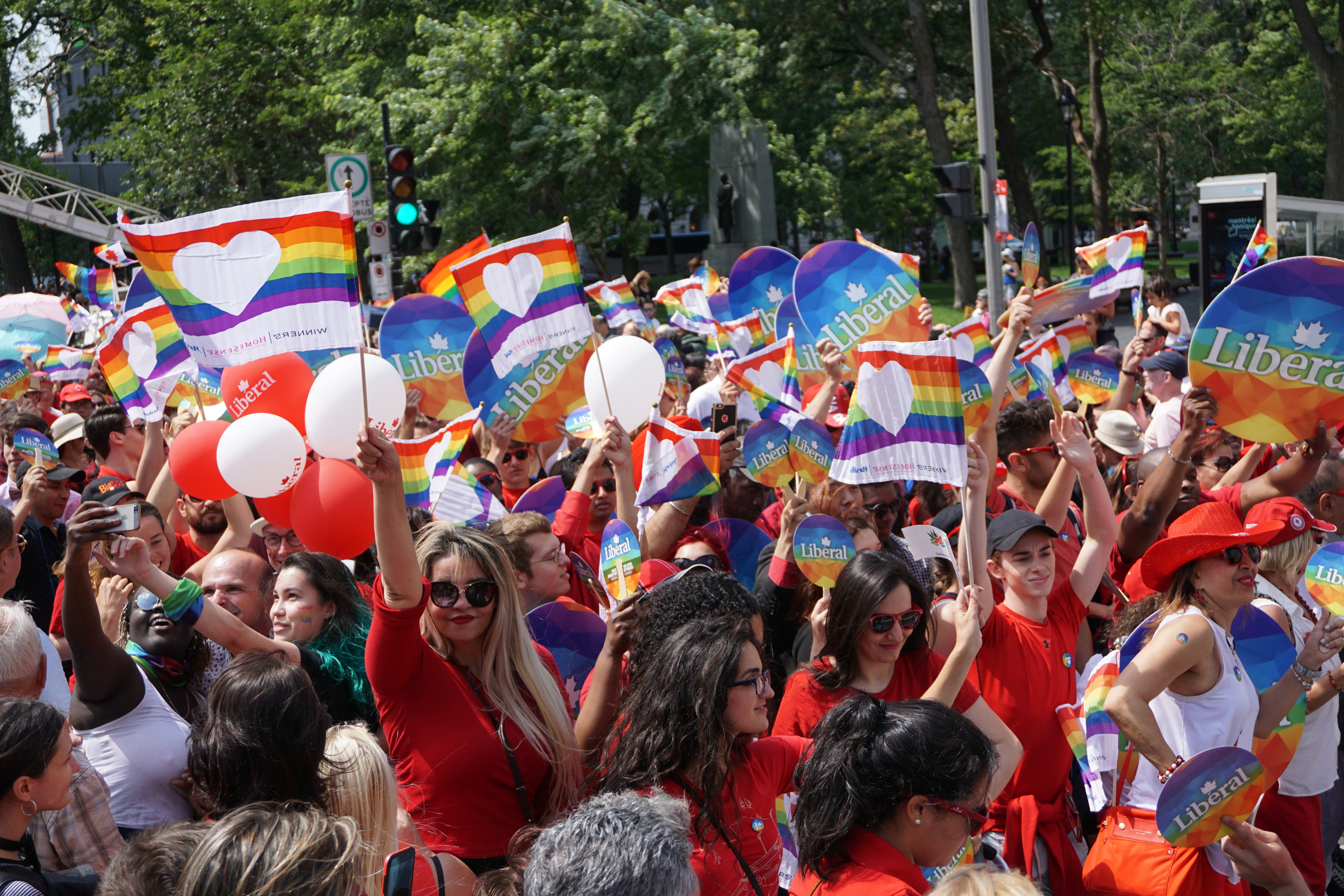
تواجد الحزب الليبرالي الكندي في مسيرة فخر مونتريال للمثليين

تؤيد أربعة أحزاب في مجلس العموم الكندي حقوق المثليين بدرجات مختلفة من الدعم. كما يوجد عدد من المنظمات الداعمة للانخراط والتمثيل السياسي للأقليات الجنسية في الحياة السياسية بالبلاد. يعد كل من الحزب الديمقراطي الجديد وحزب الخضر الكندي والكتلة الكيبيكية والحزب الليبرالي الكندي من أكثر الأحزاب دعماً لتحقيق المساوة وحقوق المثليين. كان حزب المحافظين الكندي في وقت تأسيسه من المعارضين إلى حد كبير لحقوق المثليين والمثليات ومزدوجي التوجه والمتحولين جنسياً، ولكن دعم بعض أعضاءه الذين كانوا في العادة أعضاء سابقين في الحزب التقدمي المحافظ الكندي منح الحقوق للأقليات الجنسية ومنها زواج المثليين. عارض الأعضاء السابقون من حزب التحالف الكندي توسيع حقوق الأقليات الجنسية بصورة عامة، وتعرض عضو سابق من التحالف الكندي في البرلمان لانتقادات لاذعة بسبب دعوته لإعادة تجريم المثلية الجنسية. أصبح حزب المحافظين منذ عام 2006 من المدافعين الفاعلين عن حقوق المثليات والمثليين ومزدوجي التوجه الجنسي والمتحولين جنسياً في كندا وفي البلدان الأخرى من حول العالم. صوتت وفود حزب المحافظين الممثلة للمقاطعات والأقاليم الكندية في شهر مايو 2016 لصالح إزالة تعريف الزواج في وثيقة السياسة الرسمية للحزب كاتحاد بين رجل وامرأة، مما غير الموقف الرسمي للحزب حيال زواج المثليين من معارض لمحايد.
| المقاطعات/الأقاليم                                 | صوتت مع (الوفود الممثلة) | صوتت ضد (الوفود الممثلة) |
| -------------------------------------------------- | ------------------------ | ------------------------ |
| أونتاريو                                           | 300                      | 142                      |
| كولومبيا البريطانية                                | 228                      | 77                       |
| ألبرتا                                             | 206                      | 93                       |
| كيبك                                               | 112                      | 26                       |
| ساسكاتشوان                                         | 53                       | 61                       |
| مانيتوبا                                           | 56                       | 44                       |
| نوفا سكوشا                                         | 33                       | 4                        |
| نيوفندلاند ولابرادور                               | 17                       | 6                        |
| نيو برونزويك                                       | 14                       | 6                        |
| أقاليم (يوكون والأقاليم الشمالية الغربية ونونافوت) | 11                       | 2                        |
| جزيرة الأمير إدوارد                                | 6                        | 1                        |
| المجموع                                            | 1,036                    | 462                      |

يعد سفيند روبنسون أول نائب برلماني يفصح عن توجهه الجنسي المثلي في التاريخ السياسي للبلاد خلال ربيع عام 1988. وتبِعه منذ ذلك الحين سياسيون مثليون ومثليات أخرون في البرلمان من أمثال ليبي دايفس وبيل سيكساي وفيليب توون وكريغ سكوت وداني مورين وجميعهم من الحزب الديمقراطي الجديد. ومن أعضاء البرلمان عن الكتلة الكيبيكية هناك ريال مينارد وريمون غرافل، ومن نواب الحزب الليبرالي الكندي هناك .سكوت بريزون وماريو سيلفا وروب أوليفانت، وكذلك عضوا مجلس الشيوخ لوريير لابيير ونانسي روث.
في عام 2018، هناك ستة أعضاء في مجلس العموم وعضوان اثنان في مجلس الشيوخ الذين يفصحون علانية أنهم مثليون أو مثليات.
كان قائد حزب الخضر الكندي خلال الفترة من 1990 حتى عام 1996 وهو كريس ليا أول زعيم مثلي لحزب في كندا. وأصبح سفيند روبنسون أول مرشح مثلي علناً لقيادة حزب سياسي عام 1995، وذلك بالترافق مع عضويته في مجلس العموم، ولكنه لم يتمكن من الوصول لسدة القيادة الحزبية. وأصبح زعيم الحزب الكيبيكي أندريه بويسكلير أول زعيم مثلي علني لحزب يتمتع بتمثيل برلماني في قارة أمريكا الشمالية. كما انتُخِبت الزعيمة السابقة للحزب الديمقراطي الجديد لنيو برونزويك أليسون بروير وهي مثلية الجنس علنا لتصبح زعيمة للحزب.
كان للمقاطعات الكندية التالية وزراء مجالس محلية أعلنوا عن مثليتهم: أونتاريو (كاثلين وين، جورج سميثرمان، غلين موراي)، كولومبيا البريطانية (تيم ستيفنسون، لورن مايينكورت، تيد نيبليننغ)، مانيتوبا (جيم روندو، جينيفر هوارد). أصبحت السياسية المثلية علناً كاثلين وين بتاريخ 26 يناير 2013 زعيمةً للحزب الليبرالي في أونتاريو ورئيسة الوزراء في تلك المقاطعة (وهي أكبر المقاطعات والأقاليم الثلاثة عشر في البلاد، ويعيش فيها ما يقرب من 39% من سكان البلاد). وأصبحت كاثلين وين أول زعيمة مثلية الجنس يتم انتخابها بتفويض الأغلبية في جميع سلطات الكومنولث في أعقاب انتخابات مقاطعة أونتاريو عام 2014.
تأسست براود بوليتكس (بالإنجليزية: ProudPolitics)‏، وهي منظمة متعددة الأحزاب مكرسة لتقديم المساعدة في مجال الشبكات وجمع التبرعات للسياسيين المثليين والمثليات ومزدوجي التوجه الجنسي والمتحولين جنسيا والتي استلهمت من صندوق النصر لمجتمع المثليين، في تورونتو في عام 2013.
عُيّن النائب الليبرالي راندي بواسنولت مستشاراً خاصاً لشؤون الأقليات الجنسية لرئيس الوزراء الكندي بتاريخ 15 نوفمبر 2016. ويتضمن هذا الدور تقديم المشورة إلى رئيس الوزراء الثالث والعشرون جاستن ترودو حول تطوير وتنسيق جدول أعمال حكومة كندا لمثليات للمثليين ومزدوجي التوجه الجنسي والمتحولين جنسياً وثنائيي الروح بما في ذلك حماية حقوق المثليين في كندا والتصدي للتمييز الحالي والتاريخي.

## ملخص
| الحق                                                                                    | نعم/لا | ملاحظة |
| --------------------------------------------------------------------------------------- | ------ | --- |
| النشاط الجنسي المثلي                                                                    |        | منذ عام 1969 |
| المساواة في السن القانوني للنشاط الجنسي                                                 | /      | عدم تساوي السن القانوني للنشاط الجنسي للجنس الشرجي بغض النظر عن التوجه الجنسي. وقد اعتبر هذا القانون في كولومبيا البريطانية ونوفا سكوشا وأونتاريو وكيبك وألبيرتا غير دستوري. (مشروع قرار الإلغاء C-75 في الانتظار) |
| قوانين مكافحة التمييز في التوظيف                                                        |        | منذ 1996 للتوجه الجنسي؛ منذ 2017 للهوية الجندرية أو التعبير عنها |
| قوانين مكافحة التمييز في توفير السلع والخدمات                                           |        | منذ 1996 للتوجه الجنسي؛ منذ 2017 للهوية الجندرية أو التعبير عنها |
| قوانين مكافحة التمييز في جميع المجالات الأخرى (منها التمييز غير المباشر، خطاب الكراهية) |        | منذ 1996 للتوجه الجنسي؛ منذ 2017 للهوية الجندرية أو التعبير عنها |
| زواج المثليين                                                                           |        | على المستوى الوطني منذ 2005: جرى تشريعه في السابق في 8 من أصل 10 مقاطعات (كولومبيا البريطانية وأونتاريو عام 2003، مانيتوبا وكيبك ونوفا سكوشا وساسكاتشوان ونيوفندلاند ولابرادور عام 2004، نيو برونزويك عام 2005) وإقليم واحد من أصل 3 أقاليم (يوكون عام 2004) |
| الاعتراف القانوني بالعلاقات المثلية                                                     |        | حصل الشركاء المثليون على المزايا القانونية في الشؤون المالية والهجرة منذ 2000. |
| تبني أحد الشريكين للطفل البيولوجي للشريك الآخر                                          |        | قانوني في جميع المقاطعات والأقاليم بموجب قواعد مختلفة (أول ولاية قضائية عام 1996، وآخر ولاية قضائية عام 2011) |
| التبني المشترك من قبل الأزواج المثليين                                                  |        | قانوني في جميع المقاطعات والأقاليم بموجب قواعد مختلفة (أول ولاية قضائية عام 1996، وآخر ولاية قضائية عام 2011) |
| يسمح للمثليين والمثليات ومزدوجي التوجه الجنسي والمتحولون جنسيا الخدمة علناً في الجيش     |        | ألُغي أمر قانوني استبعد المثليين والمثليات ومزدوجي التوجه الجنسي والمتحولين جنسيا من الخدمة العسكرية لمدة 25 عاماً عام 1992، مما سمح للأقليات الجنسية بالخدمة علناً في القوات الكندية دون تمييز أو مضايقة. |
| الحق في تغيير الجنس القانوني                                                            |        | لا تشترط جميع الولايات القضائية الكندية الثلاثة عشر منذ 2017 إجراء جراحة إعادة تحديد الجنس لتغيير خانة الجنس على الوثائق الحكومية. تختلف القوانين الأكثر تفصيلاً تبعاً للمقاطعة والإقليم المعني. |
| تغطية عملية تغيير الجنس                                                                 | /      | في عدة مقاطعات (إلى حد متغير)، ولكن ليست موجودة في أي من الأقاليم الثلاثة. |
| الاعتراف بالجنس الثالث                                                                  |        | منذ عام 2017 |
| إزالة تصنيف التحول الجنسي كمرض                                                          |        | تستخدم بعض المقاطعات/الأقاليم الكندية الطبعة الخامسة من الدليل التشخيصي والإحصائي، بينما ما زالت بعضها تستخدم الطبعة الرابعة منه |
| علاج التحويل محظور على القاصرين                                                         | /      | في مانيتوبا وأونتاريو منذ 2015، في فانكوفر ونوفا سكوشا منذ 2018 |
| الحصول على أطفال أنابيب للمثليات                                                        |        | |
| الوصول المتساوي لتأجير الأرحام التجاري لجميع الأزواج                                    |        | يحظر قانون الإنجاب البشري المُساعد منذ 2004 تأجير الأرحام التجاري على جميع الأزواج (بغض النظر عن توجهاتهم الجنسية). ولكن يُسمح بتأجير الأرحام غير التجاري ويمكن تعويض بعض النفقات المالية المترتبة للأمهات المؤجِرة. لا يسمح قانون كيبيك بتأجير الأرحام بنوعيه التجاري وغير التجاري (ولكنه لا يحظره بصورة صريحة. حيث قامت مقاطعة كيبيك بتعويض الرجال المثليين عن نفقات إجراءات تأجير الأرحام). |
| تأجير الأرحام التجاري للأزواج المثليين من الذكور                                        | /      | تأجير الأرحام التجاري محظور على جميع الأزواج، بغض النظر عن التوجه الجنسي |
| محي السجلات الجنائية للمثليين                                                           |        | منذ 2018: على المستوى الفيدرالي في جميع أرجاء كندا. |
| السماح للرجال الذين يمارسون الجنس مع الرجال بالتبرع بالدم                               | /      | منذ 2016: فترة تأجيلية لمدة سنة واحدة |

## وصلات خارجية
- حقوق المثليين في كندا – أراشيف هيئة الإذاعة الكندية (بالإنجليزية)
- إفريت جورج كليبرت (1965): قتال من أجل العدالة - مركز تراث أمير ويلز الشمالي (بالإنجليزية)

## مزيد من القراءة
- Haussman، Melissa؛ Marian Sawer؛ Jill Vickers (2010)، Federalism, Feminism and Multilevel Governance - Chapter 7: Federalism and LGBT Rights in the US and Canada: A Comparative Policy Analysis، Ashgate، ص. 96–104، ISBN:978-0-7546-7717-8، مؤرشف من الأصل في 2020-04-14
- McLeod، Donald (1 مارس 1996). Lesbian and Gay Liberation in Canada. Toronto: ECW Press. ص. 302 pages. ISBN:1-55022-273-2. مؤرشف من الأصل في 2020-04-14.